# Symfonie nr. 26 (Haydn)
De Symfonie nr. 26 is een symfonie van Joseph Haydn, voltooid in 1768 of 1769, die hij schreef voor de Goede Week. Ze staat ook bekend onder de naam Lamentatione, naar de gregoriaanse melodie (incipit lamentatio) uit het begin van het tweede deel. Deze melodie werd voor een groot deel opnieuw gebruikt in het trio van zijn 80ste symfonie.

## Bezetting
- 2 hobo's
- 2 fagotten
- 2 hoorns
- Pauken
- Strijkers
- Klavecimbel

## Delen
Het werk bestaat uit drie delen:
1. Allegro assai con spirito
2. Adagio
3. Menuetto en trio

1 · 2 · 3 · 4 · 5 · 6 (Le Matin) · 7 (Le Midi) · 8 (Le Soir) · 9 · 10 · 11 · 12 · 13 · 14 · 15 · 16 · 17 · 18 · 19 · 20 · 21 · 22 (De Filosoof) · 23 · 24 · 25 · 26 (Lamentatione) · 27 · 28 · 29 · 30 (Halleluja) · 31 (Hoornsignaal) · 32 · 33 · 34 · 35 · 36 · 37 · 38 (Echo) · 39 · 40 · 41 · 42 · 43 (Mercurius) · 44 (Treursymfonie) · 45 (Afscheidssymfonie) · 46 · 47 (Palindroom) · 48 (Maria Theresia) · 49 (La Passione) · 50 · 51 · 52 · 53 (L'Impériale) · 54 · 55 (De schoolmeester) · 56 · 57 · 58 · 59 (Vuursymfonie) · 60 (Il distratto) · 61 · 62 · 63 (La Roxelane) · 64 (Tempora mutantur) · 65 · 66 · 67 · 68 · 69 (Laudon) · 70 · 71 · 72 · 73 (La chasse) · 74 · 75 · 76 · 77 · 78 · 79 · 80 · 81

88 · 89 · 90 · 91 · 92 (Oxford)

- Bibliothèque nationale de France: cb13913290d (data)
- Gemeinsame Normdatei: 300070179
- Library of Congress Control Number: no90016409
- MusicBrainz work: d400ce11-b95c-4803-8ba6-2544e246e99a
- Nationale Bibliotheek van Israël: 987007434787405171
- Virtual International Authority File: 183265440